# Eleutherodactylus chlorophenax
Espèce
Statut de conservation UICN

 CR A3c : 
En danger critique
Eleutherodactylus chlorophenax est une espèce d'amphibiens de la famille des Eleutherodactylidae.

## Répartition
Cette espèce est endémique d'Haïti. Elle se rencontre de 990 à 1 290 m d'altitude dans le massif de la Hotte.

## Description
Les mâles mesurent jusqu'à 59 mm.

## Publication originale
- Schwartz, 1976 : Two new species of Hispaniolan Eleutherodactylus (Leptodactylidae). Herpetologica, vol. 32, no 2, p. 163-171.